# Pseudoyersinia paui

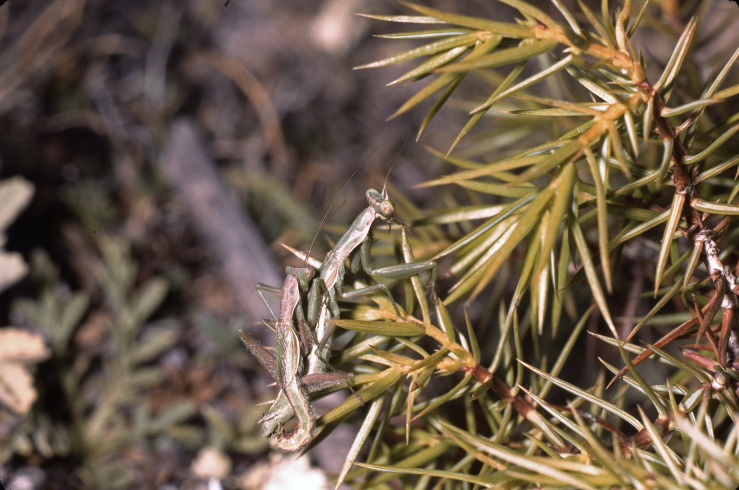
Cópula de Pseudoyersinia paui

Pseudoyersinia paui (Bolívar 1898) es una especie de mantis de la familia Mantidae. Es la mantis de distribución más restringida de la península ibérica. Es endémica del maestrazgo, entre Castellón y Teruel, aunque también se cree que puede estar presente en Almería.

## Descripción
Es una mantis de pequeño tamaño. Es muy similar al género Ameles, pero con unos órganos de vuelo más pequeños en ambos sexos, siendo de 5,5 - 6,5 mm en los machos. Su cuerpo es delgado de unos 21 - 23 mm en los machos. Poseen un esclerito frontal transverso, normalmente bicarenado, y con un borde superior romo. Sus ojos son redondeados, marrones o verdes, más o menos cónicos y ambos sexos presentan ocelos pequeños. Los machos poseen antenas un poco ciliadas. Su pronotum es corto y delgado, de 5 - 5,2 mm en los machos, con una dilatación supracoxal débilmente pronunciada y una línea media oscura. La metazona es un poco más larga que la prozona, con una dilatación más o menos marcada, estrechado por delante y por detrás. Las alas delanteras son cortas, por lo general solo un poco más largas que el pronotum. Son hialinas en el macho, mientras que cortas y opacas en la hembra, aunque puede presentar en ambos casos una zona de color marrón rojizo opaco en la zona del costado. Las alas traseras, es cambio, son hialinas con una marca grande de negra a violácea en el área anal. El fémur frontal posee la morfología típica de los mantoideos, con una apariencia más o menos dilatada.  La ranura de la garra posee 4 espinas discoidales y 4 espinas eternas. Patas traseras son ciliadas en el macho y sin pelos en las hembras. Los metatarsos traseros son más cortos que el resto de articulaciones juntas. Abdomen es delgado y poseen una placa supranal grande.

## Ecología
Su ecología es muy similar a la de Ameles, pero la ausencia de alas totalmente desarrolladas en ambos sexos limita la movilidad y el comportamiento en estas mantis, que se centran a vivir en el suelo. Normalmente se la encuentra depredando en lugares secos, ricamente estructurados como laderas espesas, o tierras en barbecho.

## Distribución geográfica
La distribución del género Pseudoyersinia está fragmentada, posee una difusión mediterráneo occidental-macaronésica, siendo sus elementos muy localizados y bien representado en las Islas Canarias. Por lo general las especies se presentan como raras o endémicas, especialmente en las Islas Canarias. P. paui se considera un endemismo ibérico. Su área de distribución está delimitada por Castellón y Teruel, aunque también se la ha podido observar en otras partes de la Península, como Almería, ampliando enormemente su área de distribución.